# Pietro Nolasco
Pietro Nolasco (Mas-Saintes-Puelles, 1189 (probabile) – Barcellona, 25 dicembre 1256) è stato un religioso francese, fondatore dell'ordine cattolico dei Mercedari.
La Chiesa cattolica lo venera come santo: celebrato il 28 gennaio nella messa tridentina, non è menzionato nel calendario generale romano. Le città di Messina e Palermo, delle quali è compatrono, lo celebrano il 6 maggio, giorno in cui è ricordato anche nel martirologio romano.

## Biografia
Pietro Nolasco nacque in Linguadoca, probabilmente nel 1189, da nobile famiglia, forse figlio del cavaliere normanno Henri de Nolasque. Da giovane era dedito alla devozione, all'elemosina e alla carità. Avendo distribuito tutti i suoi averi ai poveri, fece voto di verginità e per evitare contatti con gli Albigesi, si recò a Barcellona.
All'epoca circa la metà della Penisola iberica era sotto il dominio musulmano, e diverse centinaia di abitanti cristiani venivano catturati e condotti in schiavitù nei Paesi arabi, dov'erano costretti a lavorare presso i notabili e i proprietari terrieri. Molti di essi venivano indotti a ripudiare la religione cristiana.
Pietro Nolasco riscattò molti di questi schiavi impiegando il suo stesso patrimonio. 
Dopo una ponderata deliberazione, corroborata anche da una visione della Vergine che egli avrebbe avuto, nel 1218 decise di fondare un ordine religioso simile a quello fondato alcuni decenni prima da san Giovanni de Matha e san Felice di Valois, il cui obiettivo principale fu la redenzione degli schiavi cristiani.
In quest'impresa lo incoraggiarono molto Raimondo di Peñafort e Giacomo I, re di Aragona, il quale sembra sia stato beneficato dalla stessa ispirazione.
L'istituto fu chiamato Ordine di Santa Maria della Mercede e fu solennemente approvato da papa Gregorio IX nell'anno 1235. I suoi membri erano legati da un voto speciale, quello di impiegare tutte le loro sostanze per la redenzione dei cristiani catturati e, qualora fosse stato necessario, di riscattarli rimanendo in prigione al loro posto. All'inizio i membri erano laici come Pietro stesso, ma papa Clemente V decretò che il maestro generale dell'ordine dovesse sempre essere un prete.